# Джума-мечеть (Нахичевань)
Джума мечеть (Нахичевань) или пятничная соборная мечеть в Нахичеване (азерб. Naxçıvan Cümə Məscdi) — одно из монументальных сооружений Атабеков в архитектурном комплексе в Нахичевани, Азербайджан. Архитектурный памятник снесенный в XX веке, запечатлен на рисунках и фотографиях конца XIX — начала XX в.
Подобно мечетям Маранда и Урмии, в стенах пятничной мечети в Нахчыване находились две ланцетные арки, хотя южная стена его была покрыта куполом. Это показывает, что в 12-м веке был создан и разработан новый местный тип мечети. Согласно фотографиям, все три стороны мечети были окружены колоннами. Но информации об их внешности нет. По словам В.Ангельгара:
Эта турецкая мечеть — отличное сооружение с арками из ашрама, и в его интерьере много украшений. Одна часть здания уже разрушена, а остальная часть находится под угрозой сноса. Существует дверь с минаретом около 50 сажен (около 107 метров) от мечети. В районе между мечетью и дверью были поддерживающие здания, но их больше нет. Можно видеть, что дверь принадлежит башне (мавзолей Момина Хатуна), которая находится недалеко от нее.
Из источников известно, что в медресе был архитектурный комплекс Атабеков. Нет никаких сомнений, что это медресе имела прямую связь с Джума мечетью.
Если бы первые конструкции комплекса Атабеков были дворцы и диваны, то последней конструкцией была арка, которая была задокументирована только на фотографиях. Ученый востоковедения Н.Хаников видел эту арку в XIX веке, расположенная на её двери надпись, гласила:
В 1187 году было приказано построить мечеть в честь амира Нюредина — лидера кавалерии государства Ильдегизидов и сборщика налогов.
Эта надпись была закончена словами «Аджами Нахчивани». Этот памятник, который имеет одну из первых арок в такой форме, свидетельствует о самом высоком уровне, достигнутом азербайджанской религиозной архитектурой середины XI и XII веков. Такой тип арки стал основным архитектурным методом во многих исламских странах в последующие столетия.